# Aronia
Aronia, Aronie
Genre
Aronia est un genre de plantes à fleurs de la famille des Rosaceae. Ils sont appelés en français Aronia ou Aronie. Ce genre se compose de seulement deux espèces, Aronia melanocarpa et Aronia arbutifolia, toutes deux originaires de la même région de l’est de l’Amérique du Nord et qui peuvent s’hybrider naturellement. Les taxons Aronia ×prunifolia (Aronie pourpre) et Aronia ×florinbunda comptent parmi ces hybrides naturels. Elles ont pour habitat les fourrés, les talus humides et les sous-bois clairs.

## Étymologie
Aronia vient du grec aria qui désigne le sorbier ou le néflier. Melanocarpa vient du grec melanos qui signifie « noir » et karpos le « fruit ». Arbutifolia fait référence aux feuilles qui ressemblent à celles de l'arbousier.
En anglais, l'aronie est appelée chokeberry car les oiseaux auraient tendance à s'étouffer avec.

## Description

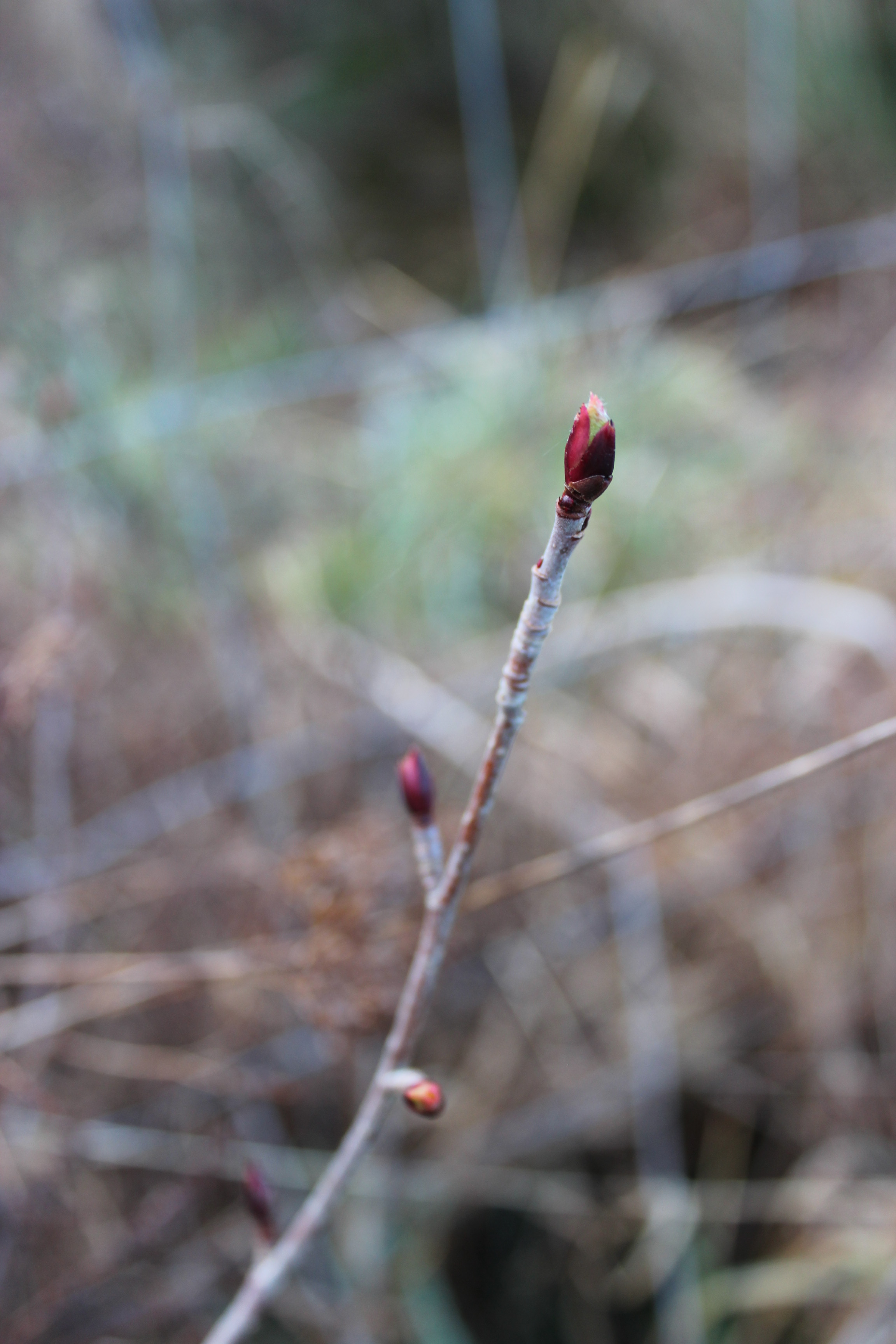
Aronia, bourgeons

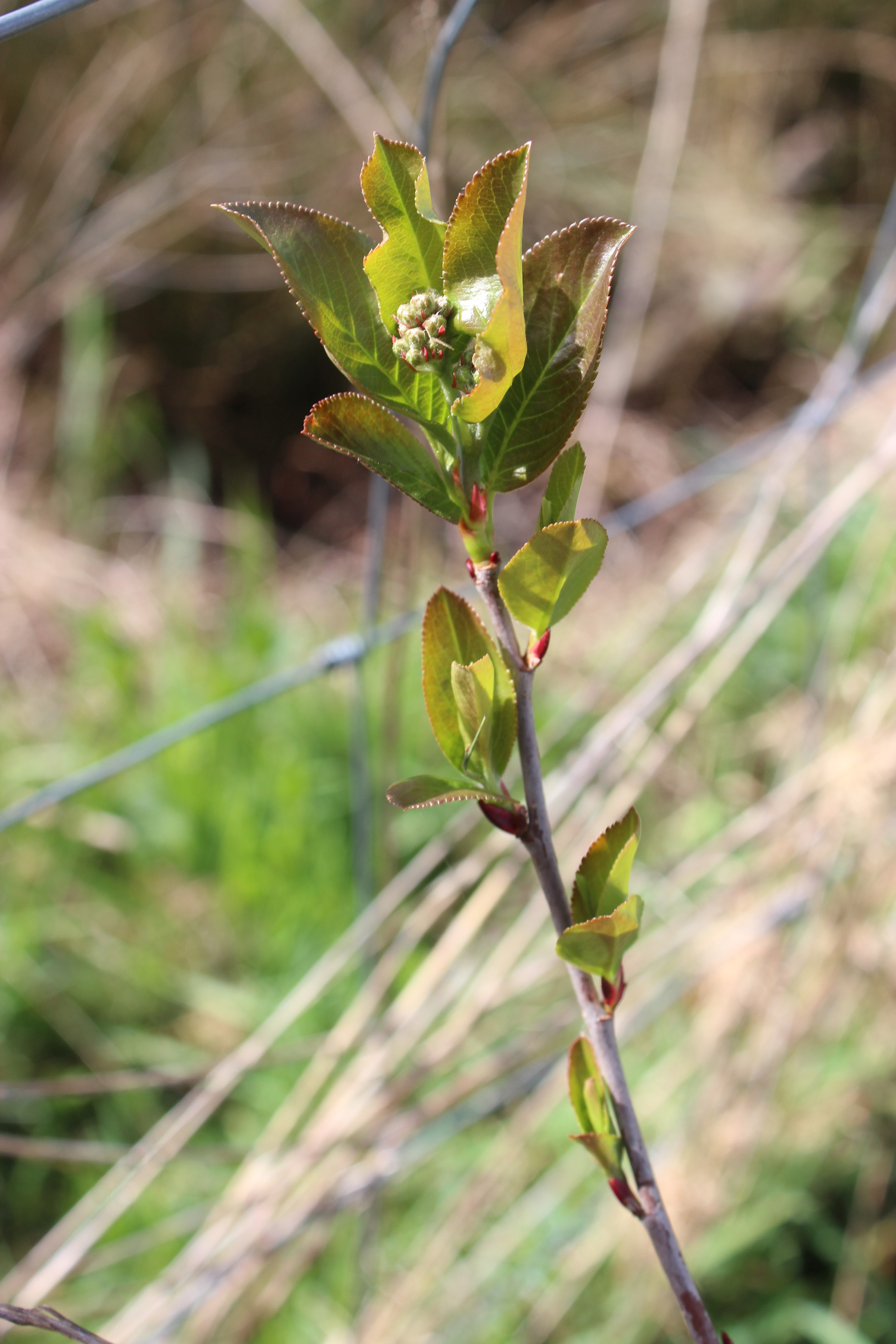
Bourgeon floral et jeunes feuilles

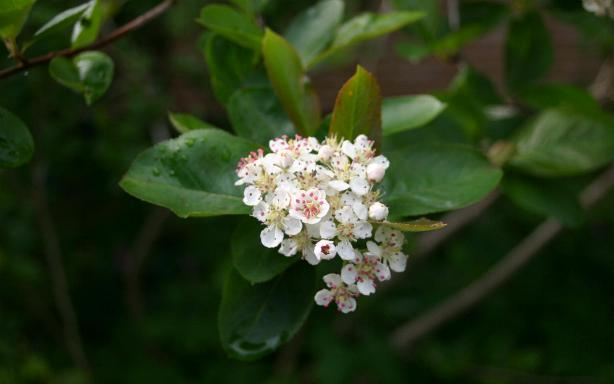
Aronia noir (Aronia melanocarpa) : fleurs.

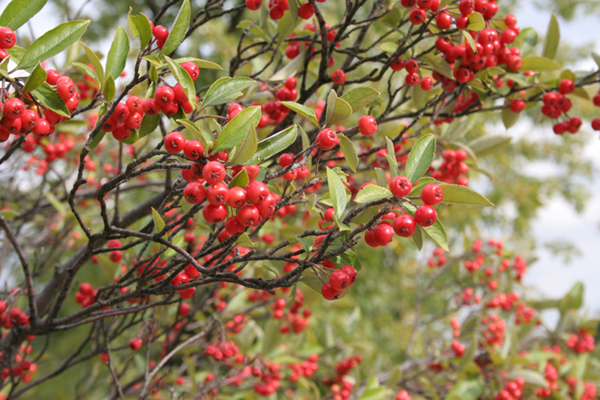
Aronia rouge (Aronia arbutifolia) : baies.

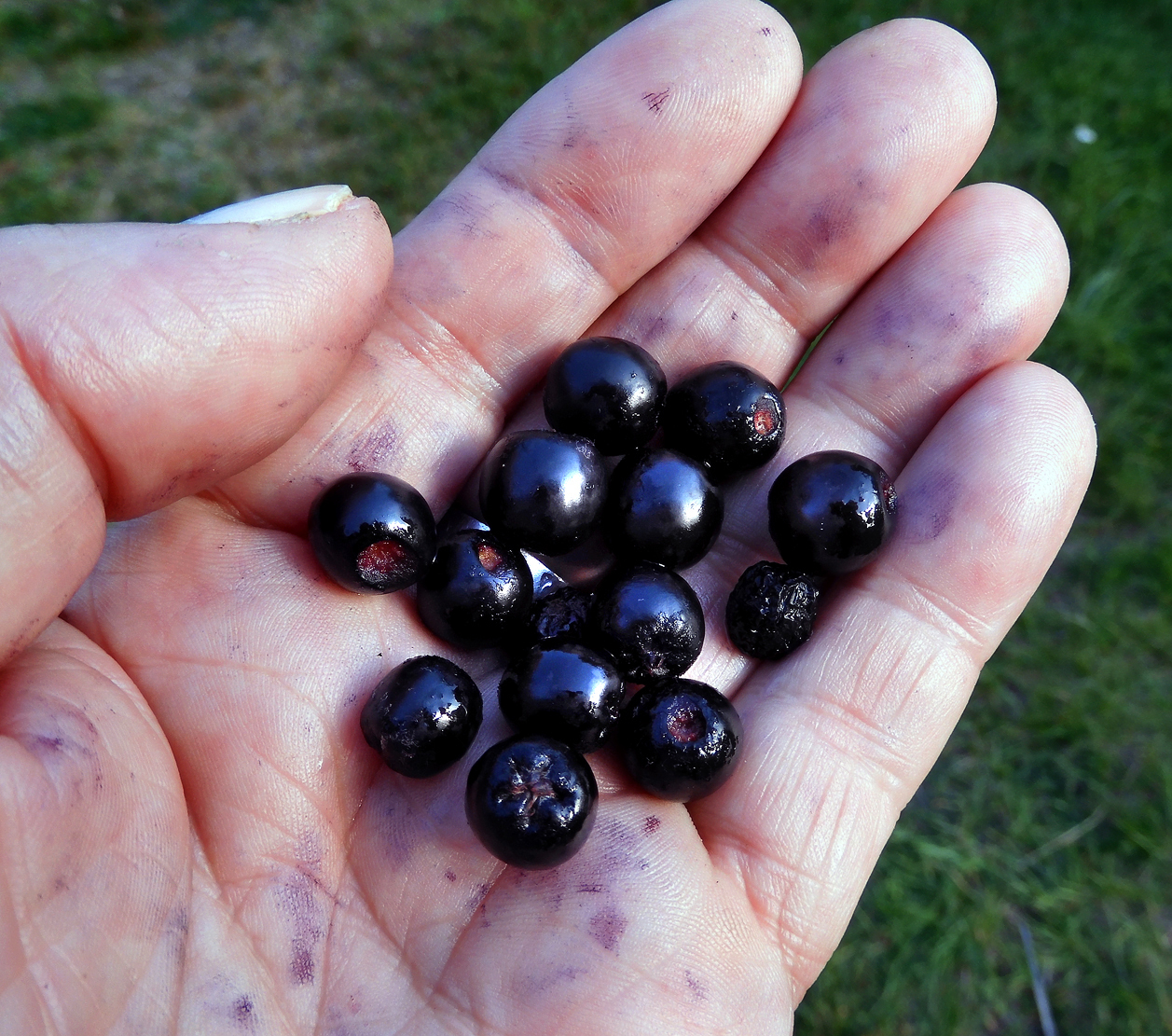
Aronia.

### Appareil végétatif
Ces arbustes à feuilles caduques, à croissance rapide, forment des touffes étalées, atteignant 2 à 3 m de haut chez Aronia arbutifolia, plus denses, basses et compactes chez Aronia melanocarpa. Comme leurs noms latins l’indiquent, le premier a des feuilles lancéolées dentées qui ressemblent à celle de l’arbousier et le second se distingue par ses grappes de baies noires à maturité. L’enracinement superficiel est formé de fines racines fibreuses qui s’installent facilement dans le litière d’une forêt.
Les feuilles sont alternes, simples, ovales et finement dentées, longues de 4 à 8 cm, pourvues d’un pétiole assez court. Celles de l’aronie à fruits noirs (Aronia melanocarpa) sont d’un vert plus mât que celles de l’aronie à feuilles d’arbousier (Aronia arbutifolia). Le feuillage se pare de teintes rouge feu, parfois légèrement violacées, très décoratives à l’automne.

### Appareil reproducteur
La floraison blanche ou rosée de ces arbustes intervient en mai-juin sous forme de corymbes de 10 à 25 petites fleurs munies de cinq pétales. La corolle mesure un centimètre de diamètre, parfois plus chez les variétés comme melanocarpa ‘Autumn Magic’. Le gros bouquet d’étamines et le parfum léger des fleurs attire de nombreux butineurs qui assurent une très bonne pollinisation proche de 90% en période non pluvieuse.
Les petites baies vertes virent au rouge chez Aronia arbutifolia puis au noir chez Aronia melanocarpa. Leur taille évoque celle d’une myrtille atteignant parfois 1,5 cm chez les sélections fruitières. Il s’agit d'une baie contenant des pépins. Ils sont à la fois décoratifs par leur abondance et comestibles notamment chez les cultivars Aronia ×prunifolia ‘Viking’ ou ‘Nero’ issus du croisement des deux espèces. Aronia arbutifolia ‘Brilliant’ est l’arbuste le plus commercialisé chez les amateurs du fait de la brillance et de la couleur éclatante de ses feuilles à l’automne bien que ses baies aient moins de goût. Malgré leur pulpe un peu aigre et astringente, les oiseaux s’en régalent, contribuant à disperser les graines.

## Taxons infragénériques

### Espèces
- Aronia melanocarpa
- Aronia arbutifolia[4]

Les deux espèces peuvent s'hybrider et donnent l'Aronia pourpre (Aronia ×prunifolia).
Aronia mitschurinii est généralement considéré soit comme une forme tétraploïde d'Aronia melanocarpa (4N = 68), soit comme un hybride intergénérique ×Sorbaronia.

### Hybrides et cultivars
- Aronia arbutifolia 'Brilliant'
- Aronia ×prunifolia 'Viking' (syn. Aronia ×prunifolia 'Viking', Aronia melanocarpa 'Viking')
- Aronia ×prunifolia 'Nero'[1]
- Aronia ×florinbunda
- Aronia melanocarpa Autumn Magic
- Sorbanoria mitchurinii : hybride issu du croisement entre Aronia melanocarpa et Sorbus aucuparia, qui forme un petit arbre de 3 à 5 m, au feuillage composé, dont la floraison rappelle celle du sorbier[2].

### Espèces autrefois comprises dans le genre et synonymes
Les noms binominaux suivants sont maintenant tous des synonymes pour des espèces autrefois classées dans le genre Aronia, ou des synonymes pour les deux espèces actuellement classées dans le genre.
- Aronia affinis Neum. ex Tausch (synonyme de Amelanchier canadensis (L.) Medicus)
- Aronia alnifolia Nutt. (synonyme de Amelanchier alnifolia subsp. alnifolia)
- Aronia amelanchier (L.) Dum. (synonyme de Amelanchier ovalis subsp. ovalis)
- Aronia aquatica (L.) Baill. (synonyme de Orontium aquaticum L.)
- Aronia arborea W. P. C. Barton (synonyme de Amelanchier arborea (Michx. fil.) Fern.)
- Aronia arbutifolia f. glabra (Elliott) L. J. Uttal (synonyme de Aronia arbutifolia (L.) Pers.)
- Aronia arbutifolia var. atropurpurea (Britton) F. Seym. (synonyme de Photinia floribunda (Lindl.) K. R. Robertson & J. B. Phipps)
- Aronia arbutifolia var. glabra Elliott (synonyme de Aronia arbutifolia (L.) Pers.)
- Aronia arbutifolia var. nigra (Willd.) F. Seym. (synonyme de Aronia melanocarpa (Michx.) Elliott)
- Aronia asiatica Sieb. & Zucc. (synonyme de Amelanchier asiatica (Sieb. & Zucc.) Endl. ex Walp.)
- Aronia atropurpurea Britton (synonyme de Photinia floribunda (Lindl.) K. R. Robertson & J. B. Phipps)
- Aronia botryapium Pers. (synonyme de Amelanchier canadensis (L.) Medicus)
- Aronia canadensis Farwell (synonyme de Amelanchier canadensis (L.) Medicus)
- Aronia chamaemespilus (L.) Pers. (synonyme de Chamaemespilus alpina (Mill.) K. R. Robertson & J. B. Phipps)
- Aronia cordata Rafin. (synonyme de Amelanchier canadensis (L.) Medicus)
- Aronia cretica (Willd.) Pers. (synonyme de Amelanchier ovalis subsp. cretica (Willd.) Maire & Petitm.)
- Aronia densiflora Spach (synonyme de Aronia arbutifolia (L.) Pers.)
- Aronia depressa (Lindl.) Spach (synonyme de Aronia arbutifolia (L.) Pers.)
- Aronia floribunda (Lindl.) Spach (synonyme ambigu pour Photinia floribunda (Lindl.) K. R. Robertson & J. B. Phipps)
- Aronia floribunda Sweet (synonyme ambigu pour Malus sieboldii subsp. sieboldii)
- Aronia glabrescens Spach (synonyme de Aronia arbutifolia (L.) Pers.)
- Aronia grandifolia (Lindl.) Sweet (synonyme de Aronia arbutifolia (L.) Pers.)
- Aronia hostii (J. Jacq. ex Host) Carr. (synonyme de Normeyera hostii (Jacq. ex Host) Sennikov & Kurtto)
- Aronia japonica Hort. ex C. Koch (synonyme de Chaenomeles japonica (Thunb.) Lindl. ex Spach)
- Aronia latifolia Riddell (synonyme de Amelanchier canadensis (L.) Medicus)
- Aronia nebrodensis (Guss.) Ces. et al. (synonyme de Cotoneaster nebrodensis (Guss.) Koch)
- Aronia nigra (Willd.) Koehne (synonyme de Aronia melanocarpa (Michx.) Elliott)
- Aronia nivea Neum. ex Tausch (synonyme de Amelanchier canadensis (L.) Medicus)
- Aronia ovalis Pers. (synonyme de Amelanchier canadensis (L.) Medicus)
- Aronia praecox Neum. ex Tausch (synonyme de Amelanchier canadensis (L.) Medicus)
- Aronia prunifolia (Marsh.) Rehd. (synonyme de Photinia floribunda (Lindl.) K. R. Robertson & J. B. Phipps)
- Aronia pubens (Lindl.) Spach (synonyme de Aronia arbutifolia (L.) Pers.)
- Aronia pumila (Neum. ex Tausch) M. Roem. (synonyme de Aronia arbutifolia (L.) Pers.)
- Aronia pyrifolia Lam. (synonyme de Aronia arbutifolia (L.) Pers.)
- Aronia racemosa Schur (synonyme de Amelanchier ovalis subsp. cretica (Willd.) Maire & Petitm.)
- Aronia rotundifolia Pers. (synonyme de Amelanchier ovalis subsp. ovalis)
- Aronia sanguinea Nutt. (synonyme de Amelanchier canadensis (L.) Medicus)
- Aronia sorbifolia (Poir.) Spach (synonyme de Sorbaronia sorbifolia (Poir.) Schneid.)
- Aronia spuria M. Roem. (synonyme de Sorbaronia sorbifolia (Poir.) Schneid.)
- Aronia subcordata Rafin. ex DC. (synonyme de Amelanchier canadensis (L.) Medicus)
- Aronia tomentosa Wallr. (synonyme de Amelanchier ovalis subsp. ovalis)
- Aronia watsoniana M. Roem. (synonyme de Karpatiosorbus hybrida (Bechst.) Sennikov & Kurtto[4])

## Habitat et écologie
Les deux espèces poussent souvent ensemble dans les fourrés ou en sous-bois clairs, sur des talus humides. Elles préfèrent le plein soleil, mais peuvent également pousser à mi-ombre. Elles ne sont pas très exigeantes en ce qui concerne la qualité du sol, à condition qu'il ne soit ni trop calcaire (pH idéal entre 5 et 6,5), ni détrempé. Elles supportent des températures allant jusqu'à −35 °C. La floraison tardive ne craint pas le gel et attire de nombreux insectes auxiliaires ; les fruits tardifs sont appréciés des oiseaux.

### Maladies
Le feuillage des aronias est parfois attaqué par les larves de tenthrède du poirier et du cerisier. Ces chenilles rongent les feuilles mais ne nécessitent généralement pas de traitement.
Il semble que l'aronia ne soit pas sensible au feu bactérien qui affecte beaucoup de membres de la famille des Rosacées.

## Répartition
Les aronias sont originaires d'Amérique du Nord, de l’est des États-Unis depuis le Massachusetts jusqu’au Texas. L’aronie à feuille d’arbousier s’est échappée des jardins et occupe de plus en plus le territoire français depuis les années 1980-90 au point d’être considéré comme envahissante en Gironde notamment. 

## L'Aronia et l'Homme

### Histoire
L'aronia a été introduite en Europe de l'Est, en Asie, en Scandinavie et en Russie au début du XXe siècle. Le botaniste russe Ivan Mitchourine a ainsi produit de nombreux cultivars vers 1950 qui contribuèrent à sa diffusion.
Il semblerait qu'Aronia arbutifolia ait amorcé une colonisation discrète mais étendue du territoire français depuis les années 1980-90 au point d'être considérée comme plante envahissante.
Les baies d'aronia étaient consommées par les Amérindiens pour un usage médicinal.

### Utilisations

#### Culture

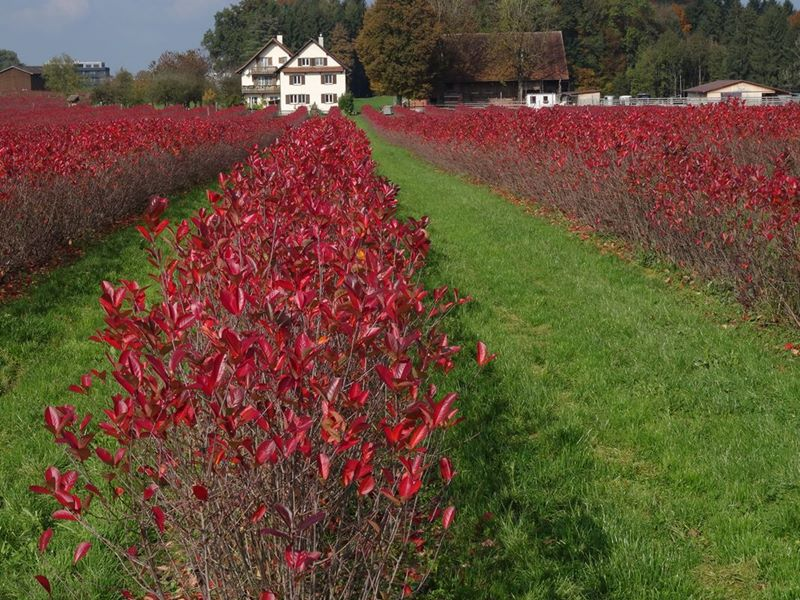
Plantation d'aronias.

L'aronia est un arbuste apprécié dans les jardins pour ses qualités ornementales ou pour la production de fruits. Il peut être planté en isolé, en haie libre, en haie champêtre ou en massif. Il est très rustique, pouvant supporter des températures allant jusqu'à −35 °C. Il apprécie les sols un peu acides et non excessivement détrempés. La multiplication de l'aronia peut se faire par semis, division de drageons en hiver ou bouturage. Par semis, la levée demande 2 à 3 mois. L'aronia émet de nombreux rejets, qui peuvent être séparés du pied mère au début de l'automne. En juin ou en septembre-octobre, il est possible de réaliser des boutures de bois tendre : les pousses encore vertes doivent juste commencer à durcir et présenter des feuilles en croissance en extrémité. Les boutures de bois aoûté sont aussi faisables.

#### Intérêt nutritionnel

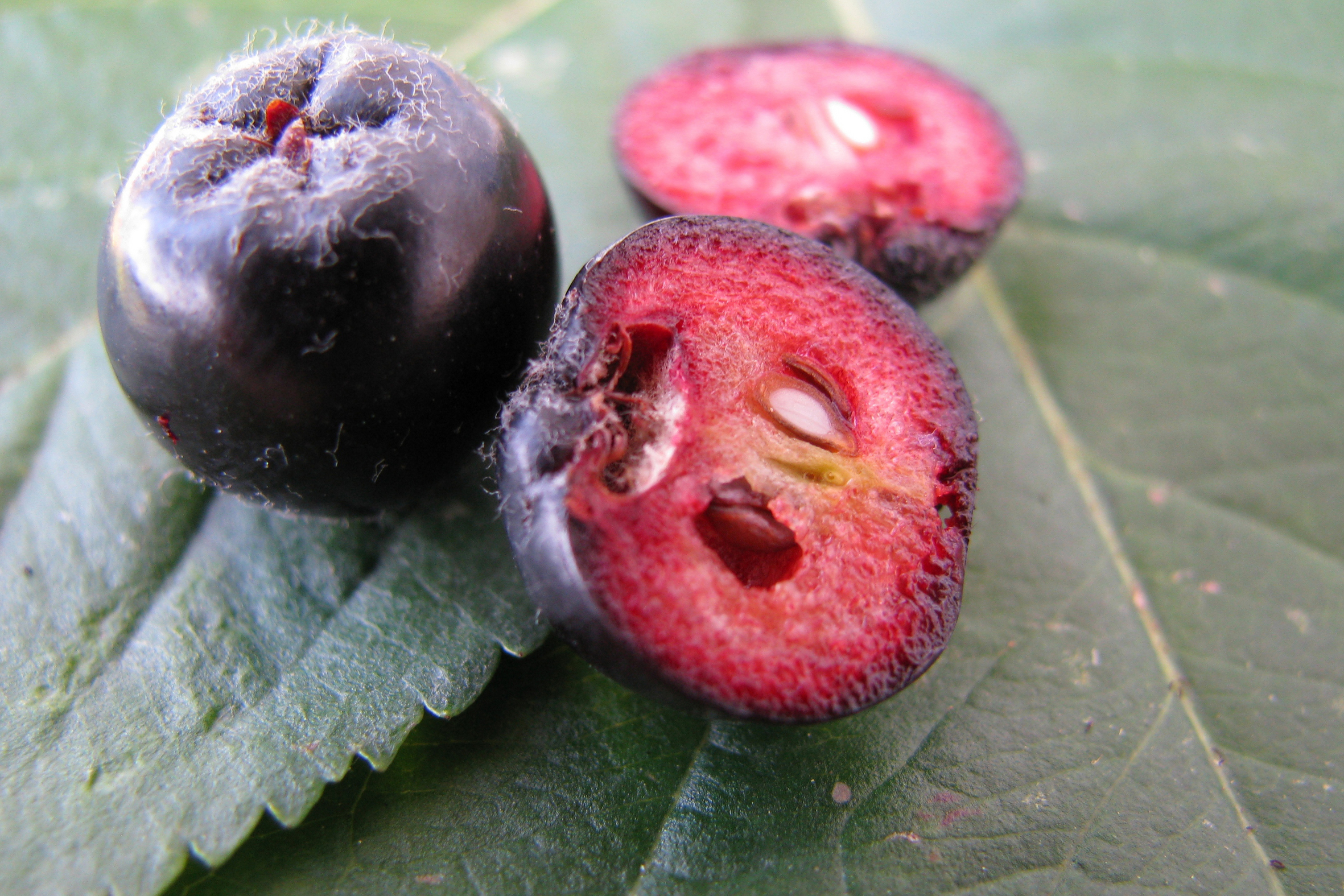
Détail des drupes.

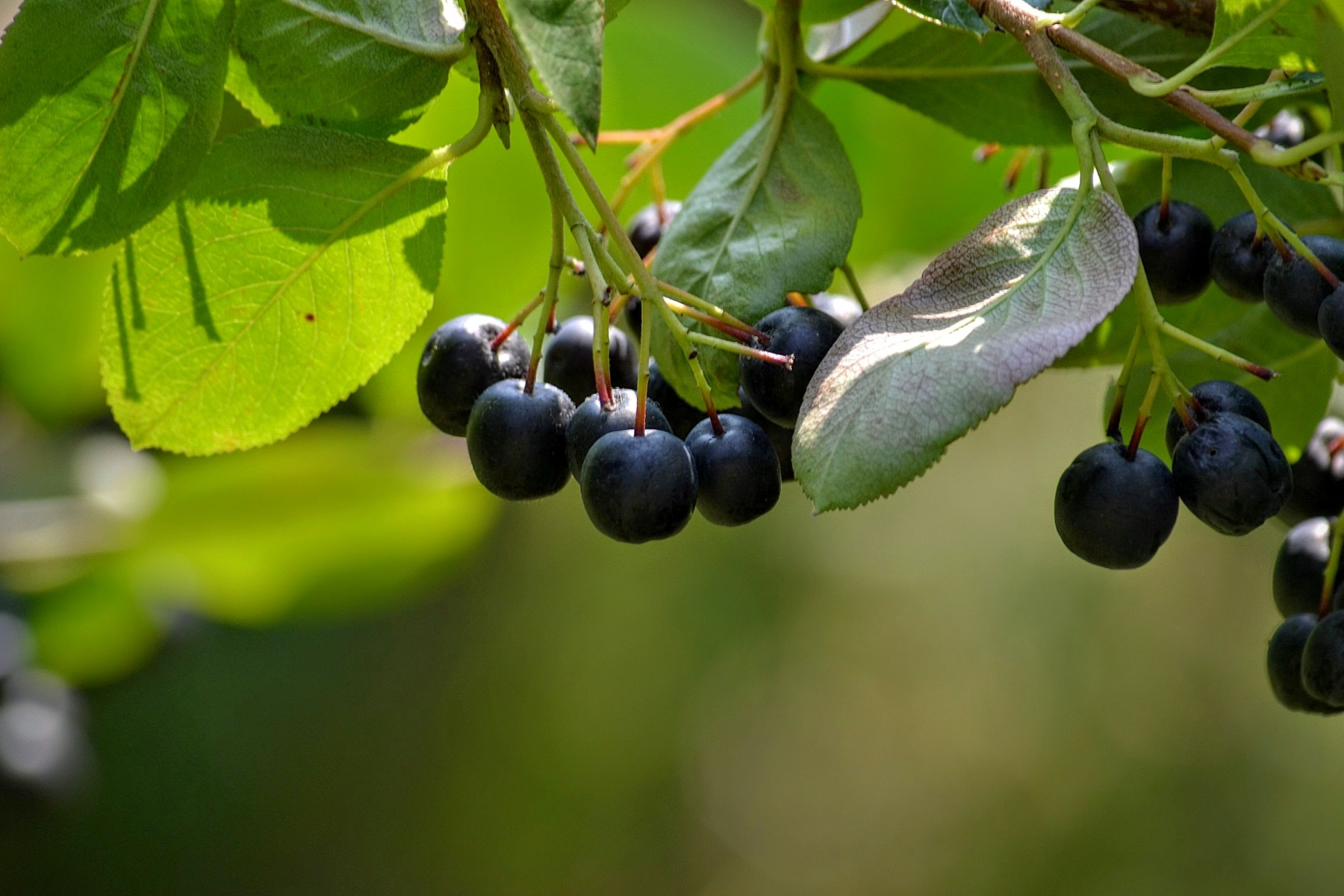
Fruits dAronia melanocarpa.

Les fruits, comestibles,,,, mettent presque 3 mois à mûrir. Il est important de les récolter avant que le corymbe ne se disloque. Les fruits sont très tachants. La production débute sur des plants âgés de 3–4 ans issus de semis et devient maximale au bout de 7 ans. Les rendements peuvent atteindre 2,4 kg par plant. Ils peuvent se conserver jusqu’à 2 semaines au réfrigérateur ou peuvent être congelés, séchés (leur pouvoir antioxydant est alors 4 fois supérieur), cuits en tarte. Il est conseillé de rajouter du sucre ou de mélanger du jus de pomme, de raisin ou de canneberge au jus d’aronia afin de l’adoucir.
La cuisson des baies, récoltées à partir de septembre jusqu’en décembre, développe une saveur puissante de cassis, appréciée pour accompagner les viandes, pour teinter les sauces ou en confiture. Le jus d’aronie sert de colorant aux sirops, vins, en confiserie. Mais la notoriété de ce fruit vient surtout de ses propriétés médicinales dues à la présence d’antioxydants (flavonoïdes, anthocyanes) mais aussi de vitamines C, B1, B2, de provitamines A, de fibres. Sa consommation permet de lutter contre les maladies cardio-vasculaires, les cancers, la dégénérescence maculaire, de protéger la peau contre les effets du soleil, de diminuer la glycémie des diabétiques, soit à combattre le vieillissement des cellules[source insuffisante].

#### Efficacité dans les modèles de maladies
La riche teneur en antioxydants de l'aronia peut être bénéfique en tant que préventif alimentaire pour réduire le risque de maladies causées par le stress oxydatif. Parmi les modèles en cours d'évaluation où les résultats préliminaires montrent les avantages des anthocyanes d'aronia, citons le cancer colorectal (Lala et al. 2006), les maladies cardiovasculaires (Bell & Gochenaur 2006), chroniques (inflammation) (Han et al. 2005), troubles de la muqueuse gastrique (ulcère gastro-duodénal) (Valcheva-Kuzmanova et al. 2005), inflammation oculaire (uvéite) (Ohgami et al. 2005) et insuffisance hépatique (Valcheva-Kuzmanova et al. 2004).